# Estació de Consell-Alaró
L'estació de Consell-Alaró és una estació de tren de Serveis Ferroviaris de Mallorca. Està situat a foravila, entre els pobles d'Alaró i Consell, en terrenys del darrer municipi. Consta de dues andanes laterals per on passen dues vies.
| Procedència/Destinació             | <           | Línia          | >          | Procedència/Destinació |
| ---------------------------------- | ----------- | -------------- | ---------- | ---------------------- |
| Serveis Ferroviaris de Mallorca    |             |                |            |                        |
| Estació Intermodal-Plaça d'Espanya | Santa Maria | Palma-sa Pobla | Binissalem | sa Pobla               |
| Estació Intermodal-Plaça d'Espanya | Santa Maria | Palma-Inca     | Binissalem | Inca                   |
| Estació Intermodal-Plaça d'Espanya | Santa Maria | Palma-Manacor  | Binissalem | Manacor                |